# 赫政
赫政（英語：James Henry Hart，1847年？月？日—1902年？月？日），是中国海关总税务司赫德的弟弟。

## 生平
1847年，出生。
1867年，在中国海关任职，
1874年，在汉口海关税务司任职。
1885年，随鸿胪寺卿邓承修参与办理中越勘界事务。
1890年，协助签订《中英藏印条约》。
1893年，协助签订《中英藏印续约》。
1902年，去世。

## 亲属
- 赫德（兄）
- 裴式楷（兄之妻弟）